# Kanton La Malepère à la Montagne Noire
Der Kanton La Malepère à la Montagne Noire ist ein französischer Wahlkreis im Département Aude in der Region Okzitanien. Er umfasst 27 Gemeinden im Arrondissement Carcassonne und hat sein bureau centralisateur in Montréal. Bei der landesweiten Neuordnung der französischen Kantone Anfang 2015 erhielt der alte Kanton Montréal zunächst einen neuen Zuschnitt, bevor er durch einen weiteren Erlass zum 1. Januar 2016 in La Malpère à la Montagne Noire umbenannt wurde.

## Gemeinden
Der Kanton besteht aus 27 Gemeinden mit insgesamt 17.779 Einwohnern (Stand: 1. Januar 2022) auf einer Gesamtfläche von 413,29 km²:
| Gemeinde                               | Einwohner 1. Januar 2022 | Fläche km² | Dichte Einw./km² | Code INSEE | Postleitzahl |
| -------------------------------------- | ------------------------ | ---------- | ---------------- | ---------- | ------------ |
| Alzonne                                | 1.590                    | 22,38      | 71               | 11009      | 11170        |
| Arzens                                 | 1.196                    | 21,11      | 57               | 11018      | 11290        |
| Brousses-et-Villaret                   | 352                      | 11,16      | 32               | 11052      | 11390        |
| Carlipa                                | 338                      | 5,26       | 64               | 11070      | 11170        |
| Caux-et-Sauzens                        | 1.013                    | 9,00       | 113              | 11084      | 11170        |
| Cenne-Monestiés                        | 411                      | 7,76       | 53               | 11089      | 11170        |
| Cuxac-Cabardès                         | 953                      | 25,06      | 38               | 11115      | 11390        |
| Fontiers-Cabardès                      | 467                      | 8,46       | 55               | 11150      | 11390        |
| Fraisse-Cabardès                       | 104                      | 7,13       | 15               | 11156      | 11600        |
| Labécède-Lauragais                     | 419                      | 19,96      | 21               | 11181      | 11400        |
| Lacombe                                | 184                      | 14,99      | 12               | 11182      | 11310        |
| Laprade                                | 116                      | 4,61       | 25               | 11189      | 11390        |
| Les Brunels                            | 268                      | 11,97      | 22               | 11054      | 11400        |
| Montolieu                              | 829                      | 23,65      | 35               | 11253      | 11170        |
| Montréal                               | 2.116                    | 55,03      | 38               | 11254      | 11290        |
| Moussoulens                            | 988                      | 19,60      | 50               | 11259      | 11170        |
| Pezens                                 | 1.598                    | 11,11      | 144              | 11288      | 11170        |
| Raissac-sur-Lampy                      | 466                      | 5,23       | 89               | 11308      | 11170        |
| Saint-Denis                            | 511                      | 8,21       | 62               | 11339      | 11310        |
| Sainte-Eulalie                         | 569                      | 6,50       | 88               | 11340      | 11170        |
| Saint-Martin-le-Vieil                  | 214                      | 13,25      | 16               | 11357      | 11170        |
| Saissac                                | 909                      | 57,03      | 16               | 11367      | 11310        |
| Verdun-en-Lauragais                    | 289                      | 20,21      | 14               | 11407      | 11400        |
| Villemagne                             | 242                      | 10,69      | 23               | 11428      | 11310        |
| Villeneuve-lès-Montréal                | 337                      | 2,20       | 153              | 11432      | 11290        |
| Villesèquelande                        | 875                      | 5,35       | 164              | 11437      | 11170        |
| Villespy                               | 425                      | 6,38       | 67               | 11439      | 11170        |
| Kanton La Malepère à la Montagne Noire | 17.779                   | 413,29     | 43               | 1110       | –            |

## Politik
| Vertreter im Departementrat | Vertreter im Departementrat     | Vertreter im Departementrat |
| Amtszeit                    | Namen                           | Partei                      |
| --------------------------- | ------------------------------- | --------------------------- |
| 2015–                       | Régis Banquet Stéphanie Hortala | PS                          |